# Чулки
Чулки́ — вид одежды для нижней части ног. Обычно сделаны из текстиля. В прошлом использовались как женщинами, так и мужчинами. В современной моде — предмет преимущественно женской одежды, хотя на рынке присутствуют и мужские модели.

## Этимология
Происходит от тюркского, ср. чув. tš́ǝ̂lga, tš́ulgа «чулок»; тат. čolgåu «портянка», тат. čolga «обматывать»; кыпч. čulgau, каз. šulgau «обмотка, онуча»; алт. čulgu «пелёнка»; → др.-рус. чулъкъ (опись имущества Ивана Грозного, 1582−1583; Хож. Познякова, 1558, 12, Хож. Котова) → рус. чулок, чулка́; укр. чуло́к; болг. чу́лка.
У тюркских народов Средневековья первоначально чулки означали валяные мягкие сапоги.

## История
В 1589 году безработный англичанин по имени Лий, жена которого зарабатывала на жизнь вязкой чулок, создал первый чулочно—вязальный станок. Чулки, сделанные на станке, начинают составлять конкуренцию модным в те времена чулкам из шёлка и бархата. При Людовике XIV получили популярность светло-синие и красные чулки. У последовательниц маркизы де Помпадур в моде были чулки кружевные, стоимость которых приближалась к годовому доходу среднестатистического дворянина. В XVI веке в Испании вновь вошли в моду тонкие дорогие чулки, связанные вручную. Английский король Генрих VIII однажды получил из Испании одну пару таких чулок в качестве дорогого подарка. Кроме того в Венеции даже существовали «Общества Чулка» (итал. Compagnie della Calza), где состояли важные участники культурной жизни Венецианской Республики XV—XVI веков. Представители этих обществ отличались нарядно декорированной одеждой, а также чулками разных цветов, которые и являлись отличительной чертой каждого объединения. Чулки Компаньонов могли быть и в полоску, и в клетку, они часто украшались нашивками или даже драгоценными камнями.

### XX век
После того как многие столетия длинные платья скрывали женские ноги, мода после Первой мировой войны открыла их и очень скоро превратила в фетиш. Наряду с чёрными, белыми, коричневыми и полосатыми появились шёлковые чулки телесного цвета. Хотя сам искусственный шёлк научились изготавливать ещё в 1890 году, чулки из него начинают выпускать только к 1910 годам. Теперь на рынке представлены не только хлопковые, фильдекосовые и шёлковые чулки, но и чулки из вискозы. Такие чулки стоили как минимум в два раза меньше самой дешёвой модели чулок, изготовленных из натурального шёлка, не говоря уже о более дорогих дизайнерских чулках, цена которых доходила до $9. Такое нововведение как укреплённый мысок и пятка с использованием фильдекоса перерастает в дизайнерское решение, известное как «французская пяточка», которая стала эксклюзивной разработкой крупного производителя чулочной продукции Emery-Beers Company и была реализована в новой коллекции чулок «Onyx» 1911 года. А спустя некоторое время компания, выпускающая чулки под торговым названием «Phoenix», анонсирует модель с «гаванской пяточкой», аналогом «французской пяточки» компании Emery-Beers Company.
В начале XX века цветные чулки пользовались особым спросом. Многие женщины того времени предпочитали носить чулочную продукцию в тон платья. В многочисленных магазинах предлагаются чулки тёмно-синего, зелёного, жёлтого, пурпурно-красного, кофейного, молочного и других цветов и оттенков. Ещё большей популярностью пользовались чулки пастельных тонов с рисунком. К примеру, с овальными орнаментами, которые предлагались по более высокой цене. Чулки, вышитые вручную цветами и горошком, вопреки ожиданиям, стоили дешевле. На рынке появились новые дизайнерские модели чулок с изображением мышей, змей и ящериц, а также клетчатые и полосатые.
Внедрение нейлона в 1939 году химической компанией DuPont вызвало высокий спрос на чулки в США — в первый день продаж было выкуплено 4 миллиона пар. Нейлоновые чулки были дешевыми, прочными и прозрачными по сравнению с их хлопчатобумажными и шелковыми аналогами. Когда США вошли во Вторую мировую войну, компания DuPont прекратила производство нейлоновых чулок и переоборудовала свои заводы для производства парашютов, кабелей для самолётов и верёвок. В связи с этим в военные и послевоенные годы женщины рисовали карандашом для бровей на ногах прямые линии, имитирующие швы на чулках. В конце войны DuPont объявила, что компания вернётся к производству чулок, но не сможет сразу же удовлетворить весь спрос. Это привело к серии беспорядков в американских магазинах, известных как «нейлоновые бунты», пока DuPont не смогла увеличить производство.
В 1950-е годы DuPont годы развернула массовое производство нейлоновых чулок для женщин. В рекламе тех лет о нейлоне говорилось, что он имеет «прочность стали и тонкость паутины». Впервые нейлоновые чулки поступили в продажу в несколько магазинов небольшого городка Уилмингтон, за новинкой покупательницы приезжали даже из Нью-Йорка, вставая в длинные очереди. За первый год было продано 64 миллиона пар. Не останавливаясь на достигнутом, фирма DuPont в 1959 году выпустила эластичное волокно спандекс, получившее известность под торговой маркой лайкра.
В целях предотвращения сползания по ноге чулки носились с подвязками из ленты или тесьмы вокруг ноги или специальным поясом для чулок, к которому они крепились на шнурках или резинках с застёжками. Эта мода нашла своё отражение, в частности, в названии ордена Подвязки. У современных женских чулок, как правило, фиксация по ноге достигается за счёт наличия эластичного плетения (резинок) по верху изделия.
В то же время чулки как особый вид одёжных изделий используются в различных вариантах специальной и защитной одежды (костюмы химической, биологической защиты и т. д.).
Как специфически женский предмет одежды чулки стали распространённым объектом сексуального фетишизма.